# Droga wojewódzka nr 722
Droga wojewódzka nr 722 (DW722) – droga wojewódzka w województwie mazowieckim o długości 29,6 kilometrów, łącząca Piaseczno z Grójcem. Droga biegnie przez powiaty: piaseczyński i grójecki.